# عبسية
العبسية أو أبسيديا (الاسم العلمي: Absidia)، هو جنس من الفطريات يتبع فصيلة الكانتجهاميللية ضمن رتبة العفنيات. يحتوي على 24 نوعاً.